# Йордан Богданов
Йордан Богданов (на гръцки: Ιορδάνης Βογδάνου) е гръцки футболист.
Роден е през 1910 година в Солун. От 1926 година играе в местния отбор „Арис“. През следващите години е един от най-успешните му нападатели на отбора, който печели шампионски титли през 1928 и 1932 година. Прекратява спортната си кариера през 1938 година.